# Giuseppe Tartini

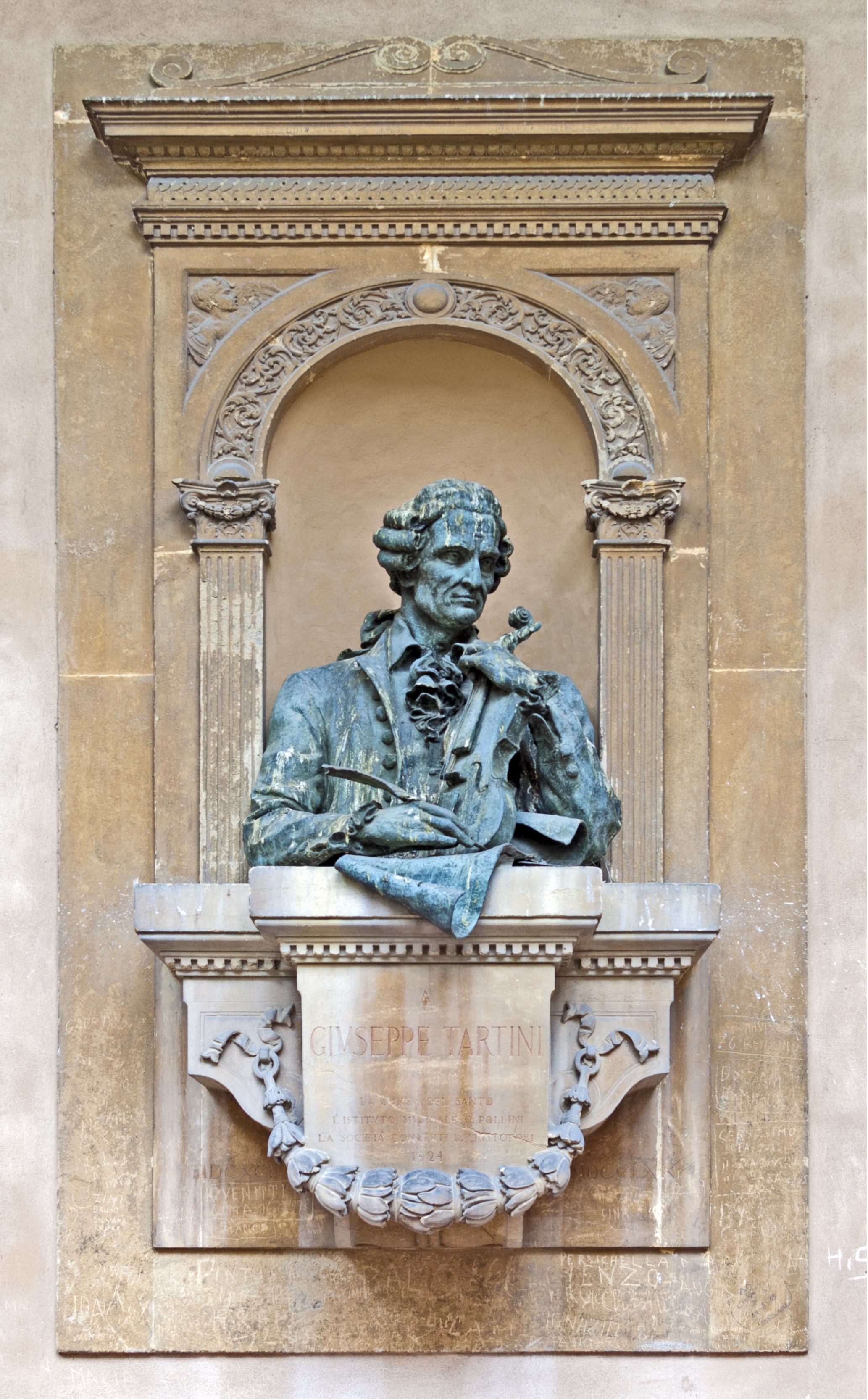
Monument i basilikan Padua.

Giuseppe Tartini, född 8 april 1692, död 26 februari 1770, var en italiensk kompositör och violinist. 

## Biografi
Tartini föddes i Piran invid Venedig i nuvarande Slovenien, men framlevde huvuddelen av sitt liv i Padua. Han studerade juridik vid universitetet i Padua, där han blev skicklig på fäktning. Efter faderns död 1710 gifte han sig med Elisabetta Premazore, en kvinna som hans far inte skulle ha godkänt på grund av hennes lägre sociala klass och åldersskillnad. Tyvärr var Elisabetta också en favorit hos den kraftfulle kardinal Giorgio Cornaro, som snabbt anklagade Tartini för bortförande. Tartini flydde Padua för att gå i kloster i Assisi, där han kunde undgå åtal. Det var också där som Tartini började spela fiol.
Tartinis skicklighet förbättrades snabbt och 1721 utsågs han till Maestro di Cappella vid Basilica di Sant'Antonio i Padua, med ett kontrakt som tillät honom att spela även för andra institutioner om han ville. I Padua träffade han och blev vän och kollega med kompositören och teoretikern Francesco Antonio Vallotti.
Tartini var den förste kände ägaren av en violin tillverkad av Antonio Stradivari 1715, vilken Tartini skänkte till sin elev Salvini, som i sin tur skänkte den till den polske kompositören och violinvirtuosen Karol Lipiński när han hörde honom spela. Han ägde också och spelade på Antonio Stradivarius violin ex-Vogelweith från 1711.

## Komposition
Ett av Tartinis mest kända verk är Djävulsdrillen, ett stycke för soloviolin som är mycket svårspelat för sina många drillar i dubbelgrepp. Han hade även för vana att skriva en liten text på sina färdiga kompositioner som nästan alltid var skrivna i ett slags kodspråk, så att inte kyrkans män skulle begripa vad det stod. Texterna var oftast plumpa men med vass humor, men även poetiska som till exempel A rivi, a fonti, a fiumi correte, amare lagrime, sin tanto che consumi l'acerbo mio dolor, I strömmar, i vattenfall, i floder rinner mina tårar tills mina hårda kval är borta.

## Verk i urval
- 135 Violinkonserter
- 135 Violinsonater
- 50 Triosonater
- 5 Flöjtkonserter
- 2 Konserter för viola da gamba
- L'arte dell'arco, 50 variationer på en gavott av Arcangelo Corelli